# Delron Buckley
Delron Sebastian Buckley (Durban, 7 de dezembro de 1977) é um ex-futebolista profissional sul-africano, que atuava como meia.

## Carreira
Teve grandes passagens pelo futebol alemão e pela Seleção Sul-Africana de Futebol.
Ele representou a Seleção Sul-Africana de Futebol, nas Olimpíadas de 2000. 